# Emily Haines
Emily Savitri Haines (nascida em 25 de janeiro de 1974) é uma cantora e compositora canadense. Ela é a vocalista, tecladista e compositora da banda de rock Metric e membro do Broken Social Scene. Como artista solo, ela se apresentou sob seu próprio nome e sob o apelido Emily Haines & The Soft Skeleton. Haines tem um alcance vocal soprano .
Nascida em Nova Délhi, Índia, e criada em Fenelon Falls, Ontário, Haines cresceu com dupla cidadania, do Canadá e dos Estados Unidos, esta última relacionada a seus pais nascidos nos Estados Unidos. Ela é filha do poeta canadense Paul Haines . A mãe de Haines começou uma escola na Índia. Sua irmã é a jornalista canadense de televisão Avery Haines e seu irmão é Tim Haines, proprietário da Bluestreak Records em Peterborough, Ontário, Canadá.
Depois de se estabelecer em Fenelon Falls, Ontário, aos três anos de idade, ela cresceu em uma casa rica em arte experimental e expressão musical. Paul costumava fazer cassetes de música rara e eclética para sua filha ouvir e suas primeiras influências incluíram Carla Bley, Robert Wyatt e mais tarde PJ Harvey. Na adolescência, ela seguiu os passos de seus pais, frequentando a Escola de Artes Etobicoke (ESA) para estudar teatro. Lá, ela conheceu Amy Millan e Kevin Drew, com quem mais tarde colaboraria em Broken Social Scene (cofundado por Drew), um coletivo musical. Durante seu tempo na ESA, Haines e Millan formaram sua primeira banda juntos (por volta de 1990), e ela também namorou Drew brevemente.
Haines frequentou a Universidade da Colúmbia Britânica em Vancouver entre 1992 e 1993 e a Concordia University em Montreal entre 1995 e 1996. Em 1996, ela distribuiu um álbum de edição limitada, intitulado Cut in Half and Also Double, que incluía músicas escritas e gravadas durante seus anos de estudante.
O nome do meio de Haines é Savitri. Ela recebeu o nome de Savitri: uma lenda e um símbolo, um poema épico de Sri Aurobindo.

## Música profissional
Haines conheceu James Shaw em Toronto em 1997. Inicialmente, o nome da dupla era "Mainstream". Depois de lançar um EP intitulado Mainstream EP, eles mudaram o nome da banda para "Metric", após um som programado por Shaw em seu teclado em 1997 ou 1998.  Joshua Winstead e Joules Scott-Key se juntaram à banda em 2001.
Em setembro de 2018, o Metric lançou sete álbuns de estúdio: Old World Underground, Where Are You Now? (2003), Live It Out (2005), Grow Up and Blow Away (2007, mas gravado em 2001), Fantasies (2009), Synthetica (2012), Pagans em Vegas (2015) e Art of Doubt (2018).
Durante seu tempo em Metric, Haines também contribuiu com vocais ou backing vocals para músicas de Broken Social Scene, Jason Collett, Stars, Delerium, K-Os, KC Accidental, The Stills, Tiësto, The Crystal Method e Todor Kobakov .  
Em 2004, Metric apareceu no filme dramático de 2004 Clean. Haines e o resto da banda, aparecendo como eles mesmos, tocaram sua música "Dead Disco" e completaram papéis secundários em uma cena nos bastidores. "Dead Disco" também apareceu na Clean Original Soundtrack.  

Em 2006, Haines lançou o álbum de estúdio Knives Don't Have Your Back, sob o apelido de "Emily Haines & The Soft Skeleton". As músicas "Our Hell" e "Doctor Blind" foram lançadas como singles e os videoclipes correspondentes foram produzidos. Knives Don't Have Your Back foram seguidas em 2007 pelo EP What Is Free to a Good Home? - registros que foram inspirados pela morte de seu pai. 

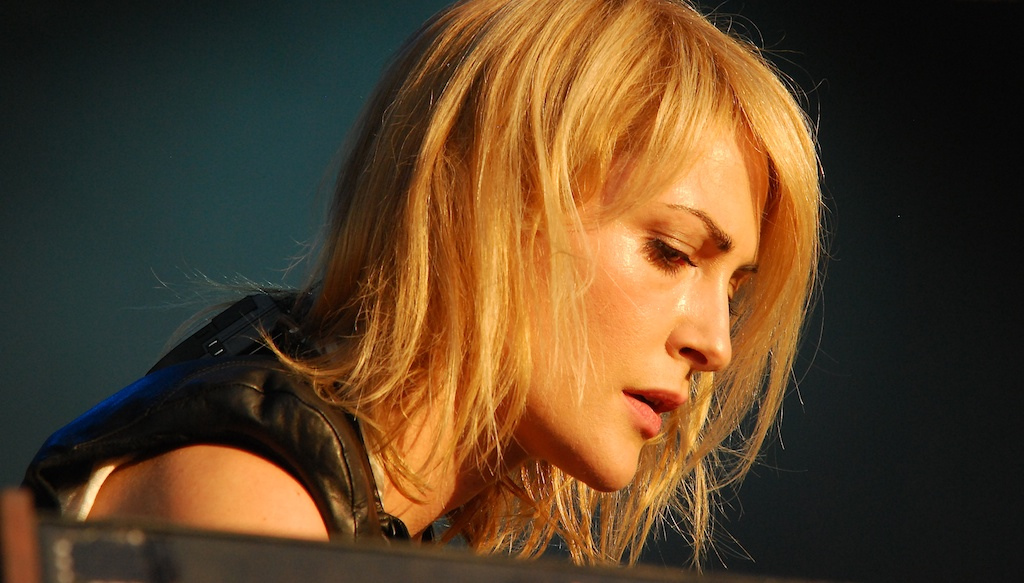
Haines no Ottawa Bluesfest 2011

Seu trabalho solo é tipicamente mais suave e baseado em piano do que com Metric. Ocasionalmente, ela faz shows solo, com Amy Millan na abertura.  
Segundo Haines, o álbum Synthetica "é forçar-se a confrontar o que você vê no espelho quando você finalmente fica parado o tempo suficiente para captar um reflexo. Synthetica é sobre ser capaz de identificar o original em uma longa linha de reproduções. É sobre o que é real versus o que é artificial. " O álbum contém a música "The Wanderlust", a colaboração de Haines com Lou Reed .

## Discografia

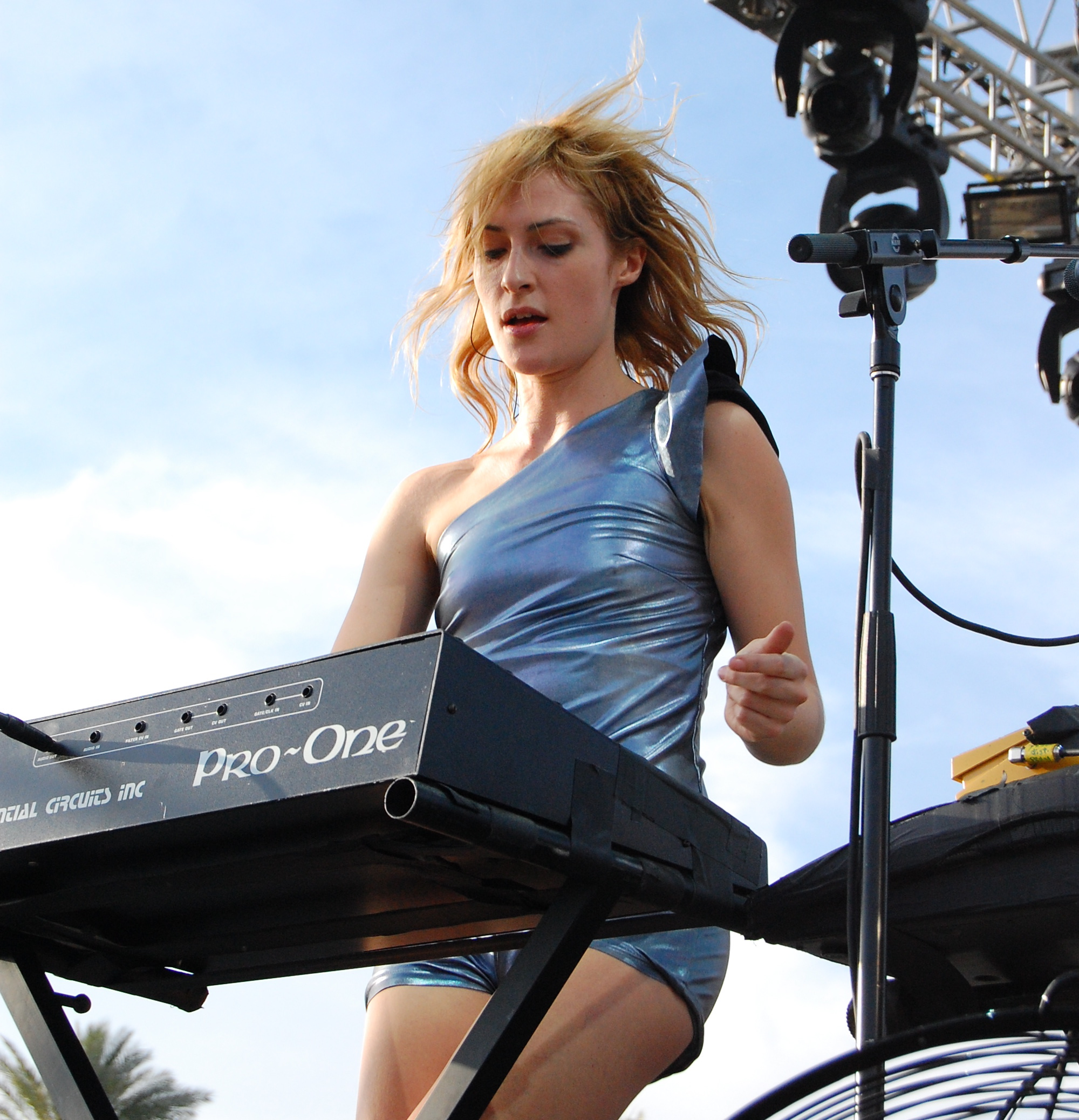
Haines no Coachella 2008

### Emily Haines
Álbuns
- Cut in Half and Also Double (1996)

### Emily Haines & The Soft Skeleton
Álbuns
- [[Knives Don't Have Your Back (2006, nº 28 no Canadá)
- Choir of the Mind (2017, nº 42 no Canadá)

EPs
- What Is Free to a Good Home? (2007)

Músicas
- "Doctor Blind"
- "Our Hell"
- "Fatal Gift"
- "Statuette"

Music videos
- "Doctor Blind"
- "Our Hell"
- "Fatal Gift"
- "Planets"
- "Statuette"
- "Legend of the Wild Horse"

### Metric
Álbuns
- Old World Underground, Where Are You Now? (2003)
- Live It Out (2005)
- Grow Up and Blow Away (2007)
- Fantasies (2009)
- Synthetica (2012)
- Pagans in Vegas (2015)
- Art of Doubt (2018)

### Colaborações
As seguintes músicas são creditadas com Emily Haines nos vocais principal ou secundário:
| Artista                      | Canção                                  | Álbum e Ano                               |
| ---------------------------- | --------------------------------------- | ----------------------------------------- |
| Broken Social Scene          | "Anthems for a Seventeen-Year-Old Girl" | You Forgot It in People (2002)            |
| Broken Social Scene          | "Looks Just Like the Sun"               | You Forgot It in People (2002)            |
| Broken Social Scene          | "Backyards"                             | Bee Hives (2004)                          |
| Broken Social Scene          | "Windsurfing Nation"                    | Broken Social Scene (2005)                |
| Broken Social Scene          | "Swimmers"                              | Broken Social Scene (2005)                |
| Broken Social Scene          | "Superconnected"                        | Broken Social Scene (2005)                |
| Broken Social Scene          | "Bandwitch"                             | Broken Social Scene (2005)                |
| Broken Social Scene          | "Her Disappearing Theme"                | To Be You and Me EP (2005)                |
| Broken Social Scene          | "Sentimental X's"                       | Forgiveness Rock Record (2010)            |
| Broken Social Scene          | "Protest Song"                          | Hug of Thunder (2017)                     |
| Broken Social Scene          | "Vanity Pail Kids"                      | Hug of Thunder (2017)                     |
| Delerium                     | "Stopwatch Hearts"                      | Rarities & B-Sides (2015)                 |
| Delerium                     | "Glimmer"                               | Rarities & B-Sides (2015)                 |
| Jason Collett                | "Hangover Days"                         | Idols of Exile (2005)                     |
| k-os                         | "Uptown Girl"                           | Yes! (2009)                               |
| KC Accidental                | "Them (Pop Song No. 3333)"              | Anthems for the Could've Bin Pills (2000) |
| Estrelas                     | "Going, Going, Gone"                    | Nightsongs (2001)                         |
| Estrelas                     | "On Peak Hill"                          | Nightsongs (2001)                         |
| The Stills                   | "Baby Blues"                            | Without Feathers (2006)                   |
| Tiësto                       | "Knock You Out"                         | Kaleidoscope (2009)                       |
| O Método Cristal             | "Come Back Clean"                       | Divided by Night (2009)                   |
| Todor Kobakov                | "Carpe Diem"                            | Pop Music (2009)                          |
| Jovens artistas para o Haiti | "Wavin' Flag"                           |                                           |
| GoldieBlox                   | "Lightning Strikes"                     |                                           |

## Filmografia
- Clean (2004, como ela mesma)
- This Movie Is Broken (2010, apresentando-se com Broken Social Scene )

## Outras fontes
- Chan, Alvin. "Emily Haines - a princesa pop afia suas facas" . MusicOMH .com. . Acessado em 28 de julho de 2008.
- Sweeny, Joey. "Indie Pop Go Twee". O leitor da história do rock. Ed. Theo Cateforis New York: Routledge, 2007.